# С деца на море
„С деца на море“ е български игрален филм (детски, комедия) от 1972 година на режисьора Димитър Петров, по сценарий на Братя Мормареви. Оператор е Крум Крумов. Музиката във филма е композирана от Петър Ступел. Филмът се състои от две новели.

## Сюжет
Внимание:  Текстът по-долу разкрива сюжета на произведението (или части от него)!
„Делфинът“
Група деца заедно с родителите си са на почивка в Несебър. Те стават причина за запознанството на Огнян и Елена. За тях Огнян става обект на уважение: силен, смел и отличен плувец. Той им разказва за приятелството си с един делфин. Една вечер Огнян и Елена закъсняват. Децата не смеят да се приберат вкъщи, защото родителите на Елена знаят, че тя е с тях. Затова са наказани, но никой не издава тайната. На другия ден те отиват да търсят Огнян и да му се похвалят. За тяхна изненада го заварват с друго момиче и чуват, как разказва същата история за делфина. Разочаровани, децата му обръщат гръб.
„Фотолюбител“
Децата решават да разнообразят игрите си, като се занимават с фотолюбителство. Така, без да искат, нарушават плановете на чичо Манчо - техния съсед от София, който е в командировка в Несебър с чужда жена. Чичо Манчо прави няколко неуспешни опита да вземе фотоапарата с компрометиращата снимка. Най-накрая го взима, отваря го и изважда фотолентата, но приближаваща се дървена бяла лодка с две малолетни деца, придружавани от гребец-възрастен човек, удря стоманеното жълто водно колело, чичо Манчо пада в морската вода, а фотоапарата заедно с фотолентата потъва. На брега плажни охранители успешно спасяват живота на чичо Манчо. Като компенсация подарява на малкия си „мъчител“ Пипси своя фотоапарат, извинявайки се, че не е намерил цветно филмче. Пипси го успокоява, че фотоапаратът, който е в морето, също не е бил зареден. Чичо Манчо е потресен.

## Състав

### Актьорски състав
| Роля                                   | Изпълнител |
| -------------------------------------- | --- |
| Пипси                                  | Петър Пейчев |
| Ивайло                                 | Ивайло Джамбазов |
| Кирчо                                  | Кирил Петров |
| Иван                                   | Иван Аршинков |
| Емил                                   | Емил Петров |
| Красимир                               | Красимир Марианов |
| Руслан                                 | Руслан Терзийски |
| Светлана                               | Светлана Крумова |
| Огнян                                  | Михаил Мутафов |
| Елена                                  | Татяна Новоселска |
| Майката на Елена и Руслан              | Златина Дончева |
| Бащата на Елена и Руслан               | Кръстьо Дойнов |
| Чичо Манчо                             | Георги Парцалев |
| Жената от командировката на Чичо Манчо | Маргарита Стефанова |
| Майката на Пипси и Кирчо               | Рената Киселичка |
| Художникът-фотограф                    | Светослав Пеев |
| В епизодите:                           | Калчо Калчев Елена Пеева Елена Спасова Яни Аристидов Милко Желязков Петър Божилов Владимир Братанов Николай Лилянов Стефан Чолаков Владимир Димитров Неделчо Котов Ивайло Ангелов |

### Творчески и технически екип
| Режисьор           | Димитър Петров                                                                                 |
| Сценарий           | Братя Мормареви                                                                                |
| Оператор           | Крум Крумов                                                                                    |
| Художник           | Константин Русаков                                                                             |
| Музика             | Петър Ступел                                                                                   |
| Звукооператор      | Николай Попов                                                                                  |
| Редактор           | Свобода Бъчварова                                                                              |
| Монтаж             | Люба Петрова                                                                                   |
| Грим               | Юлия Нешева                                                                                    |
| Фотограф           | Тодор Костов                                                                                   |
| Асистент–режисьори | Екатерина Игнатова Гани Стайков Катя Петрова Петър Гогов                                       |
| Асистент–оператори | Венко Каблешков Кирил Зашев Васил Кайдзеров                                                    |
| Организатор        | Стефан Василев                                                                                 |
| Директор           | Стоил Халачев                                                                                  |
| Distributed by     | Българска кинематография Студия за игрални филми Творчески колектив „ХЕМУС“ /Copyright © 1972/ |